# 台鐵LCK30型蒸汽機車
臺鐵LCK30型蒸汽機車為昔日舊臺東線所使用的水櫃式蒸汽機車，最初於日本國內使用，輾轉後由臺灣總督府鐵道部收購。

## 簡介
1912年日本向德國Orenstein & Koppel廠引進7輛被國鐵編為ケ200型的蒸汽機車（ケ200－ケ206，製造序號5804－5810），引進後於隔年全數組裝完成並使用於北海道的湧別輕便線，不過該線於1916年完成軌距拓寬工程後即於隔年將ケ200型全數報廢除籍，其中ケ204被臺東製糖株式會社以廢鐵購入，並於整修完成後繼續使用。1922年臺灣總督府鐵道部將該輛機車收購並編為32號，1928年鐵道部向日本車輛購入編為36號的仿製機車:93，但是鐵道部於同年就重新整理車籍資料而將32、36號編為L30型（L31、L32）。1937年鐵道部再次重整車籍，並將L30型改為LC12型（LC121、LC122）:93。1949年LC12型由臺灣鐵路管理局接收後改為LCK30型（LCK31、LCK32）並一直使用至1969年初，LDH200型柴液機車全數投入運用時才予以停用報廢，最終LCK31由光隆企業於1974年5月收購而保存至今，LCK32則於1979年解體:178。

## 主要規格

### 基本資料
- 日治時期形式：L30型→LC12型
- 號碼
  - 原車號：LC121、LC122
  - 1949年起：LCK31、LCK32
- 製造國（廠商）：德國（Orenstein & Koppel）、日本（日本車輛）
- 製造年：1913年、1928年

### 規格
- 車輪配置：C（0-6-0）
- 飽合過熱別：飽合式
- 閥裝置\汽門：華式
- 車長：6,123 mm
- 車寬：1,829 mm
- 車高：3,023 mm
- 機車整備重量：15.44噸
- 機車空車重量：12.75噸
- 車輪直徑
  - 動輪：774 mm
- 連結面間長：6,123 mm
- 汽缸
  - 數目：2個
  - 直徑：260 mm
  - 行程：400 mm
  - 牽引力：3,500 kgw
- 鍋爐使用壓力（實用汽壓）：12.0 kgw/cm²
- 傳熱面積（總計30.19 m²）
  - 火箱：2.69 m²
  - 煙管：27.5 m²
- 爐篦面積：0.54 m²
- 煙管直徑×數目
  - 小煙管：45 mm×82支
  - 管板內面距：2,464 mm
- 容量
  - 鍋爐水：1.02 m³
  - 煤櫃：0.61 ton
  - 水櫃：1.14 m³

## 現存車輛

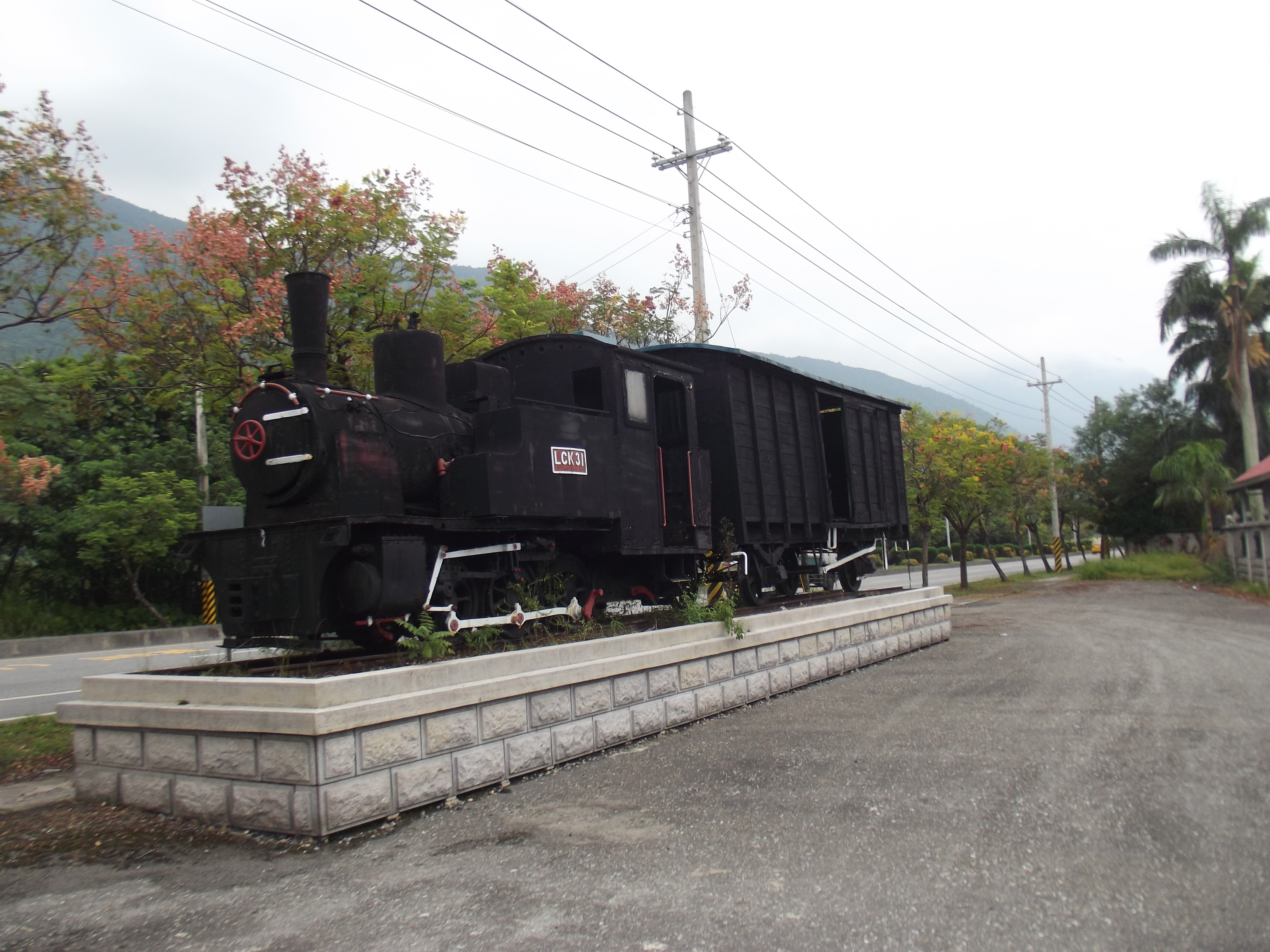
保存於花蓮縣新城鄉光隆博物館的LCK31與10C1101木造篷車

- LCK31：目前與一輛1,067mm軌距之10C1101木造篷車[5]靜態保存於花蓮縣新城鄉光隆博物館。另外LCK31引進後為了能連結運糖車輛與臺東線車輛，故裝有可調整高度的插梢型連結器而成為LCK31的特色（LCK32則無），一般此種連結器於台糖內燃機車中較常見。2020年11月，長期受日曬雨淋而鏽蝕的LCK31運至仕佳興業[6]整修[3]。2021年1月，LCK31修復完成並運回光隆博物館[7]。

## 外部連結
- 歲月長廊 車輛演進: LCK30型蒸汽火車 - 後山鐵道風華 文化資產數位博物館
- 東線LCK31蒸汽老火車頭當廢鐵賣（1974年5月20日） - 中華電視公司 （页面存档备份，存于）